# Tuber
Tuber es un género de hongos ascomicetes de la familia Tuberaceae.
 Presenta una relación simbiótica micorrícica con árboles, como los castaños, nogales y especialmente los del género Quercus como las encinas o los robles. Se encuentra debajo de la tierra.

## Descripción
Tiene forma irregular más o menos redondeada, semejante a una patata, de superficie rugosa y color oscuro. Su interior presenta una apariencia repleta de venas. Su tamaño va desde el tamaño de una nuez al de una patata. Es capaz de generar sustancias herbicidas. Es heterótrofa.

## Clases
Se conocen alrededor de treinta especies de trufas en Europa, pero solamente unas pocas son apreciadas en la cocina. Las más buscadas son:
- Tuber magnatum (Pico, 1788)

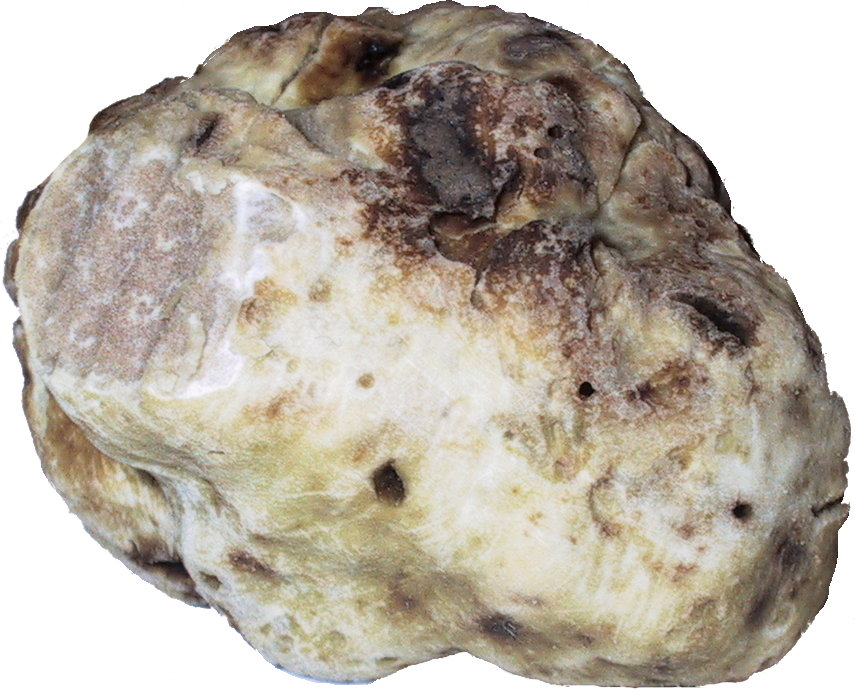
Tuber magnatum.

Son las conocidas como trufas blancas del Piamonte o Tartufo Bianco. Su ecosistema se localiza únicamente en Italia y en la península de Istria. Sus ejemplares son altamente cotizados, pudiendo pagarse por kilogramo entre 3000 y 6000 €. Tienen formas irregulares, una piel fina, ligeramente aterciopelada, de color ocre pálido, marrón rojizo o amarillento en el interior, y un olor intenso, muy pronunciado. Para muchos entendidos es lo máximo en gastronomía. La trufa blanca es una rareza, y como tal se comporta en la cocina: a diferencia de las más comunes variedades negras, la trufa blanca piamontesa pierde aroma al ser cocinada. Su época de crecimiento es muy corta, y depende mucho del clima, entre el final del verano y la entrada del invierno.

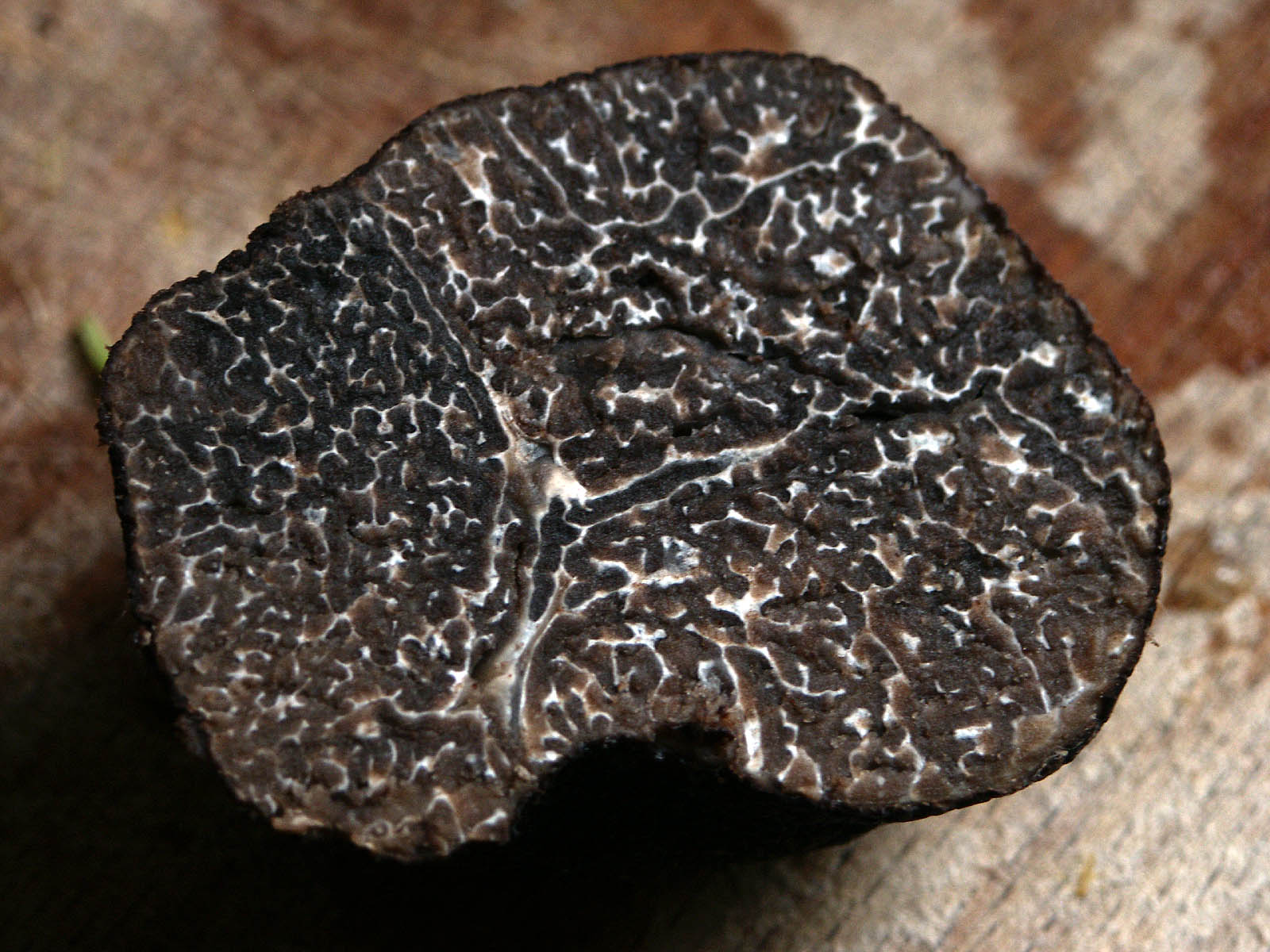
Tuber melanosporum.

- Tuber melanosporum (Vittad, 1831).

Es conocida comúnmente como trufa negra, del Périgord o tartufo nero pregiato y es la más apreciada en España y Francia donde algunos la denominan «diamante negro de la cocina». Su color es negruzco o gris con tonos violáceos. Tiene forma irregular y se parece a un trozo de carbón. Su peso es variable, desde unos 20 hasta unos 300 g. La piel es muy fina y está recubierta de verrugas. Su cuerpo es carnoso y compacto, más blanquecino cerca de la piel y grisácea hacia el centro hasta convertirse en un color marrón violáceo. Presenta un olor intenso y picante y un sabor agradable, aunque ligeramente amargo. Su recolecta depende mucho del clima, entre el final del otoño y a lo largo de los meses de invierno.
- Tuber brumale (Vittad, 1831).

Es llamada comúnmente trufa de invierno, que es el período de su recolecta. Como su nombre indica, es de color negro, muy similar a la melanosporum pero con un aroma muy profundo y de inferior cotización en el mercado. En los bosques españoles se recolecta junto a la trufa negra.
- Tuber aestivum (Vittad, 1831) o trufa de verano.

Como indica su denominación, tiene su época de crecimiento desde verano hasta principios de otoño. Este hongo tiene forma redondeada con irregularidades. Está recubierta en su totalidad de verrugas angulosas que las diferencia de las demás. Su color es marrón negruzco y su carne compacta. El olor es intenso y aromático y presenta un sabor peculiar que recuerda a las nueces. La trufa estival se considera de buena calidad y es también apta para los mismos usos que las anteriores, pero con la diferencia de que esta se vende fuera de temporada, en la práctica durante todo el año, ya sea confitada con algún licor o en su propio jugo de conservación. Como se puede imaginar, su precio es muy inferior a las anteriores.
Estas tres especies (melanosporum, brumale o de invierno junto con la de verano) se encuentran por numerosas regiones españolas, siendo muy apreciadas las de Graus (Huesca), Morella (Castellón), Sarrión (Teruel), Metauten (Navarra), Soria, Vich o Centellas (Barcelona).
Existen otras especies, también comestibles y que pueden comercializarse en Europa tales como la Tuber mesentericum Vittad, Tuber albidum Pico, Tuber uncinatum Chatin, etc. Pero no hay que confundir las trufas con otros hongos redondeados subterráneos que no son comestibles o no tienen la calidad de las trufas (Terfezia, Choiromyces, Elaphomyces, etc.).
Un hallazgo recientemente publicado en la diaria (un medio local de Uruguay) revela que recientemente se han descubierto Trufas en territorio uruguayo.

## Otras especies

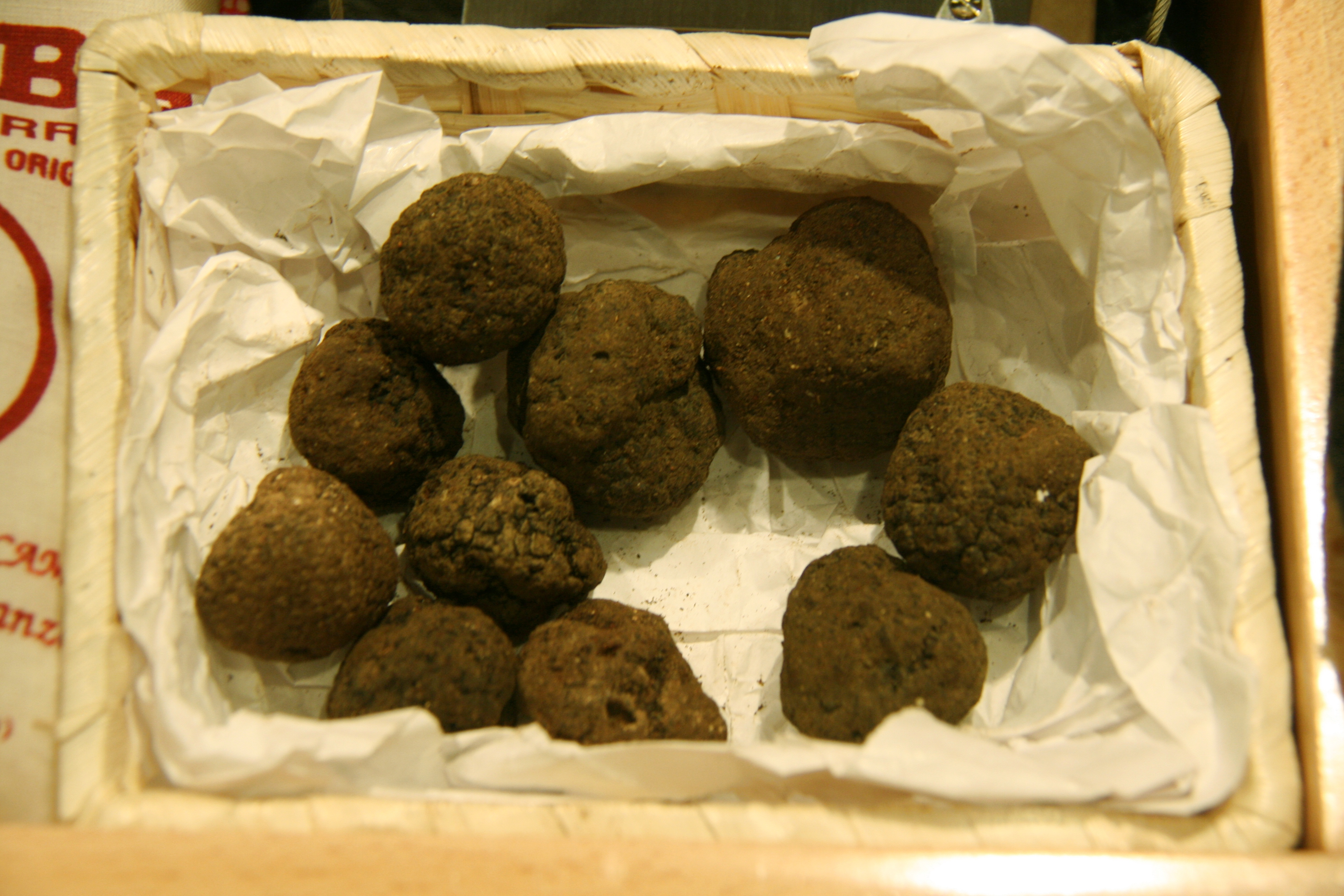
Trufas

- Tuber griseum Borch ex Pers. - turma del Piamonte[6]
- Tuber moschatum Bull. - turma almizclada[6]
- Tuber niveum Desf. - turma de Berbería[6]
- Tuber itzcuinzapotl de la Fuente & Rosales-Rosales[7] -  itzcuinzapotl.

## Uso
El uso principal es para cocinar, debido a su aroma y sabor únicos, siendo muy apreciado en la cocina europea, particularmente en Portugal, España, Francia (especialmente en la Borgoña y el Périgord) e Italia. En este contexto, ha sido adaptada a varias presentaciones, como el aceite de trufa. Bajo este nombre también se comercializan aceites sintéticos.
El uso de las trufas en la cocina data de los egipcios, y a lo largo de la historia se les han atribuido propiedades afrodisíacas. En la Edad Media se las consideraba una manifestación del demonio, por su color negruzco y amorfismo.

## Reproducción de truferas
Una de las claves para el establecimiento de una trufera productiva es la elección de plantas jóvenes cuyo sistema radicular esté completamente infectado por la trufa negra. De esta manera, y con la plantación, se inocula el terreno con el micelio de trufa. Si el medio es adecuado y no existe competencia de otros hongos micorrizógenos, la trufa coloniza la parcela rápidamente.
Existen varias técnicas para conseguir una micorrización monoespecífica en plántulas. Sin embargo, los medios instrumentales que se precisan escapan a la mayor parte de los agricultores. Por ello se aconseja adquirir plantas micorrizadas certificadas procedentes de viveros especializados.
Además de la planta, es fundamental la preparación del terreno (desbrozar, triturar). En épocas de escasas lluvias, es de elevada importancia contar con sistemas de riego. El más empleado es la micro aspersión.
Como ocurre con las plantas, el trabajo de terreno y el riego, se suele realizar por empresas especializadas en el sector, que disponen de medios y últimas tecnologías que no están al alcance de la mayor parte de truficultores.

## Importancia ecológica
Al igual que muchas otras especies de tuberáceas y de otros hongos, su mayor importancia no es culinaria sino ecológica ya que forman micorrizas, esenciales para el crecimiento de una variedad de árboles.